# Shahid Qadri
Pour les articles homonymes, voir Qadri.
Shahid Qadri, né le 14 août 1942 à Dacca (Bangladesh) et mort le 28 août 2016 à New York (États-Unis), est un poète et écrivain bangladais.

## Publications
- Uttaradhikar
- Tomake Abhibadan Priyatama
- Prem Biraha Bhalobasar Kabita
- Kothayo Kono Krondon Nai
- Amar Chombongullo Pouchhaya Deo

## Récompenses et distinctions
- Ekushey Padak